# Mausoleu de l'Aiatol·là Khomeini
El Mausoleu de l'aiatol·là Khomeini (persa: آرامگاه سید روح‌الله خمینی) és el mausoleu que alberga la tomba de l'aiatol·là Ruhol·lah Moosavi Khomeini i d'Ahmad Khomeini, el seu segon fill, que va morir el 1995. Es troba al sud de Teheran, al cementeri Behesht-e Zahra. La construcció començà al 1989 després de la mort de Khomeini, el 3 de juny d'aquest any. El conjunt encara està en construcció; quan s'acabe, serà el centre d'una extensió de més de 20 km², amb un centre cultural i turístic, una universitat d'estudis islàmics, un seminari, un centre comercial, i un estacionament per a 20.000 vehicles. El govern iranià ha dedicat uns $ 2.000 milions a aquest conjunt.